# The Honeymooners
The Honeymooners est une sitcom américaine en 39 épisodes de 26 minutes en noir-et-blanc créée par Jackie Gleason, diffusée entre le 1er octobre 1955 et le 22 septembre 1956 sur le réseau CBS.
Cette série est inédite dans tous les pays francophones.

## Distribution
- Audrey Meadows : Alice Kramden[1]
- Jackie Gleason : Ralph Kramden
- Art Carney : Ed Norton
- Joyce Randolph (en) : Trixie Norton